# Sphinx poecila
Sphinx poecila är en fjärilsart som beskrevs av James Francis Stephens, 1928. Sphinx poecila ingår i släktet Sphinx och familjen svärmare. Inga underarter finns listade i Catalogue of Life.